# Acaudaleyrodes africanus
Acaudaleyrodes africanus là một loài côn trùng cánh nửa trong họ Aleyrodidae, phân họ Aleyrodinae.
Acaudaleyrodes africanus được Dozier miêu tả khoa học đầu tiên năm 1934.